# Johann Friedrich Herbart
Johann Friedrich Herbart (1776-1841) va ésser un filòsof i pedagog alemany.
El 1809 va substituir Kant a la seua càtedra de Königsberg, on fundà i dirigí el primer seminari pedagògic per a la formació del professorat.
Segons Herbart (que va rebre un gran influx de Pestalozzi) la veritable educació té per finalitat primordial la promoció de l'interès, del coneixement i de la participació. Quant a l'activitat intel·lectual, creu que ha d'abraçar dos aspectes: la profundització i la reflexió.
La seua obra teòrica es mou entre la pedagogia, la filosofia i la sociologia, per aquest ordre.